# 黃雲龍 (萬曆進士)
黃雲龍（1541年—？），字逢元，號鼎陽，直隸徽州府歙縣人，民籍，明朝政治人物。

## 生平
嘉靖四十三年（1564年）甲子科應天府鄉試第九十三名，萬曆二年（1574年）甲戌科會試第一百一名，登三甲第一百四十五名進士。

## 家族
曾祖黃元仲；祖父黃武琮；父黃志祥。嫡母項氏；生母李氏。永感下。弟雲鹏（武舉）、雲程。